# Pseudionella deflexa
Pseudionella deflexa är en kräftdjursart som beskrevs av M. Bourdon1979. Pseudionella deflexa ingår i släktet Pseudionella och familjen Bopyridae. Inga underarter finns listade i Catalogue of Life.